# Lenguas kuliak
Las lenguas kuliak o rub forman un pequeño número de tres lenguas emparentadas entre sí (ik, soo, nyang'i), y habladas en las montañas del nordeste de Uganda, en particular en las faldas de varios volcanes de la región.

## Uso y distribución

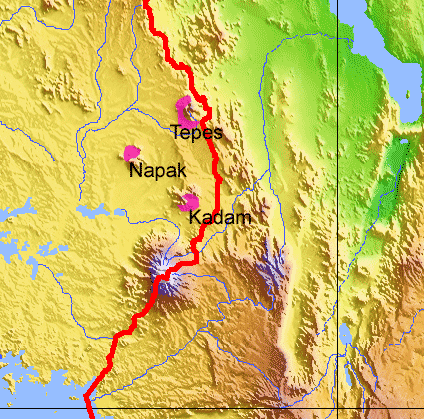
Distribución del idioma soo, en el área de tres volcanes en el NE de Uganda.

El kuliak occidental está moribundo. El nyang'i está probablemente extinto, y el soo es una lengua muy amenazada. En la actualidad estas lenguas están en retroceso y los miembros más jóvenes de los grupos étnicos que hablaban lenguas kuliak ahora usan lenguas nilóticas, quedando relegado el uso de la lengua tradicional a las generaciones de mayor edad.
Sin embargo el ik (kuliak oriental), tiene un amplio uso, y está aumentando el número de hablantes.

## Clasificación
Bender (1989) consideró que podrían formar parte de las lenguas sudánicas orientales, aunque a la luz de una mejor evidencia en otro trabajo posterior (Bender, 2000) las clasifició como una rama disjunta de la familia nilo-sahariana muy distantemente emparentada con las lenguas sudánicas orientales. Respecto a la clasificación interna el soo y el nyang'i forman un subgrupo (kulian occidental) frente al ik (kuliak oriental). Blench ha señalado que las lenguas kuliak retienen un importante núcleo de vocabulario de origen no nilo-sahariano, sugiriendo que este grupo pudo tener origen en la substitución lingüística de un grupo que hablaba una lengua no nilo-sahariana y fue conquistado, invadido o influido por un grupo nilo-sahariano.

## Descripción
Estas lenguas muestran una influencia notable de las lenguas cushitas, y más recientemente de las lenguas nilóticas. Estas influencias son notorias tanto en el vocabulario como en la fonología. Bernd Heine y Christopher Ehret que han estudiado estas lenguas con cierto cuidado han propuesto reconstrucciones del proto-kuliak (o proto-rub en la terminología de Ehret)

### Clasificación interna
|  | \| \| Soo (tepes, tepeth) \| \| \| \| \| \| Nyangia (nyang'i) \| \| \| \| |
|  |                                                                           |
|  | Ik (teuso)                                                                |
|  |                                                                           |
|  | Soo (tepes, tepeth)                                                       |
|  |                                                                           |
|  | Nyangia (nyang'i)                                                         |
|  |                                                                           |

|  | Soo (tepes, tepeth) |
|  |                     |
|  | Nyangia (nyang'i)   |
|  |                     |

### Fonología
Bender (1997) recoge el siguiente inventario consonántico para el proto-kuliak:
|           |           | Labial | Labial | Coronal    | Coronal    | Palatal | Palatal | Velar | Velar | Glotal | Glotal |
| --------- | --------- | ------ | ------ | ---------- | ---------- | ------- | ------- | ----- | ----- | ------ | ------ |
| oclusiva  | eyectiva  |        |        |            |            | *cʼ     | *cʼ     | *kʼ   | *kʼ   |        |        |
| oclusiva  | sorda     | *p     | *p     | *t         | *t         | *c      | *c      | *k    | *k    |        |        |
| oclusiva  | sonora    | *b     | *b     | *d         | *d         | *ɟ      | *ɟ      | *g    | *g    |        |        |
| oclusiva  | implosiva | *ɓ     | *ɓ     | *ɗ~ʣ       | *ɗ~ʣ       |         |         | *ɠ    | *ɠ    |        |        |
| fricativa | fricativa |        |        | *s, *z, *ɬ | *s, *z, *ɬ |         |         |       |       | *h     | *h     |
| nasal     | nasal     | *m     | *m     | *n         | *n         | *ñ      | *ñ      | *ŋ    | *ŋ    |        |        |
| sonorante | sonorante | *w     | *w     | *l, *r     | *l, *r     | *y      | *y      |       |       |        |        |
Los sonidos  /*c, *cʼ, *ɟ/ son genuinas oclusivas palatales y no  africadas postalveolares.
Las lenguas kuliak presentan pocas desviaciones respecto al inventario de la protolengua. En ninguna de ellas se conserva intacto el fonema /*cʼ/. En Ik además existen /f, ʔ/, en soo hay además /f, ʔ/ aunque ha desaparecido /h/. En nyangia han desaparecido / /z, h/ aunque existe una lateral palatalizada  /ly/.
Para las vocales se ha reconstruido un sistema de nueve vocales /*i, *e, *a, *o, *u; *ɪ, *ɛ, *ɔ, *ʊ/, aunque en las lenguas modernas ha existido algún reajuste de las cuatro últimas vocales.

### Comparación léxica
Los numerales en diferentes lenguas kuliak son:
| GLOSA | Ik                     | Kul. meridional | Kul. meridional | PROTO- KULIAK |
| GLOSA | Ik                     | Ngangi          | Soo             | PROTO- KULIAK |
| ----- | ---------------------- | --------------- | --------------- | ------------- |
| '1'   | kɔ́nʊkʊ̥                 | nardok          | ɛdɛs            |               |
| '2'   | leɓeʦin                | nɛʔɛʦ           | nɛbɛʦ           | *nɛɓɛʦ        |
| '3'   | aɗín                   | iyʔɔn           | iyon            | *iy-ɔn        |
| '4'   | tsʼáɡusin              | nowʔe           | nowa            | *nowah        |
| '5'   | túdin                  | tud             | tuɗ             | *tud          |
| '6'   | túdin ńda kɛɗɪ kɔn     | mɔk kan kapei   | tuɗ ka nɪ ɛdɛs  | *5+1          |
| '7'   | túdin ńda kɛɗi léɓeʦ   |                 | tuɗ ka nɪ nɛbɛʦ | *5+2          |
| '8'   | túdin ńda kɛɗi aɗe̥     |                 | tuɗ ka nɪ iyon  | *5+3          |
| '9'   | túdin ńda kɛɗi tsʼaɡús |                 | tuɗ ka nɪ nowa  | *5+4          |
| '10'  | tomín                  | mɔk tomin       | tuɗ en-ek iɠe   | *tomin        |